# Triaenodes tafanus
Triaenodes tafanus là một loài Trichoptera trong họ Leptoceridae. Chúng phân bố ở miền Australasia.